# Drone Dream
Drone Dream ist ein Jazzalbum von Whit Dickey und Kirk Knuffke. Die am 12. Januar 2018 im Studio 2, Brooklyn, entstandenen Aufnahmen erschienen 2019 als limitierte Langspielplatte sowie als Download auf NoBusiness Records.

## Hintergrund
Drone Dream war das dritte Duoalbum mit einem Schlagzeuger in Knufkkes Diskographie nach dem 2010 entstandenen Album The Exterminating Angel mit Mike Pride und Fierce Silence (2015) mit Whit Dickey.

## Titelliste
- Kirk Knuffke & Whit Dickey: Drone Dream (NoBusiness Records NBLP 122)

1. Soaring (7:36)
2. Weave 1 (6:09)
3. Weave 2 (6:49)
4. Legba Sequence - Dream 1 (4:13)
5. Legba Sequence - Dream 2 (7:06)
6. Oblique Blessing (4:13)

Alle Kompositionen stammen von Whit Dickey und Kirk Knuffke.

## Rezeption
Nach Ansicht von John Sharpe, der das Album in All About Jazz rezensierte, ermögliche der wundervolle Sound dieser im Studio aufgenommenen Albums die vollständige Einschätzung jeder Nuance von Textur und Klangfarbe. Wie das vorangegangene Treffen (auf Fierce Silence) sei dies eine Begegnung, die auf einem sensiblen, kontinuierlichen Dialog beruhe, doch würden dabei zwei Personen gleichzeitig sprechen, aber eindeutig aufeinander reagieren und sich ständig neu kalibrieren, wie ein Navigationssystem, das abseits der Route eingesetzt wird.

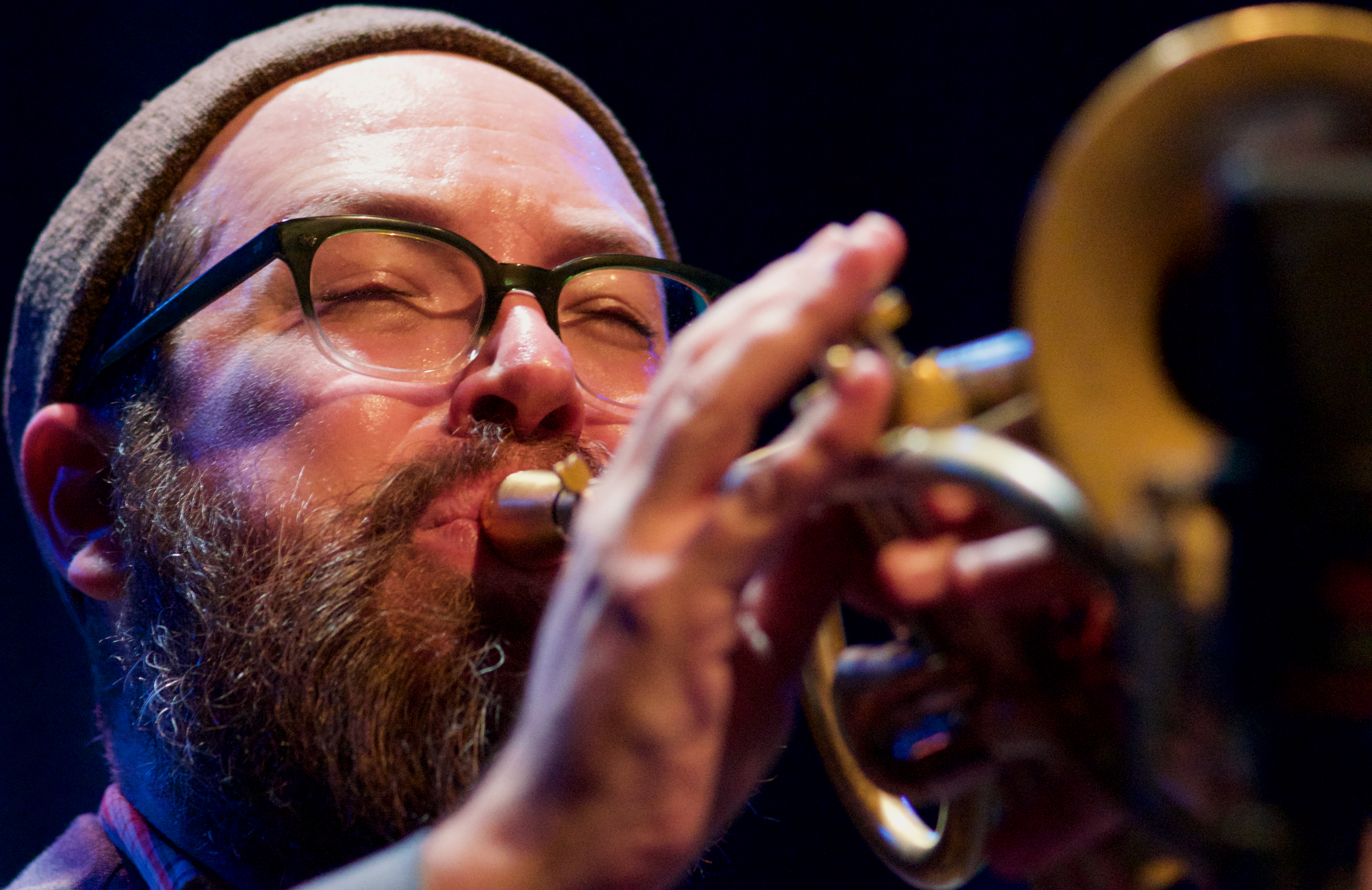
Kirk Knuffke (2016)

Auch in diesen freien Passagen behielten Knuffkes Linien einen melodischen Kern, eine Verbindung zu seiner parallelen Jazz-Veröffentlichen auf dem Steeplechase-Label. Aber sein Ton bleibe in jeder Umgebung großartig, obwohl er mit einer stimmlichen Kantigkeit, summenden Knurren oder eindringlichem Stöhnen modifiziert werden kann. Dickey greife in ähnlicher Weise auf eine farbenprächtige Palette zurück, die mit mikrorhythmischen Details ausgestattet ist, obwohl sein Spiel in diesem Duo zurückhaltender und melodischer sei als in vielen seiner Gruppen. Er offenbare ein Gefühl der Erzählung, wenn er Motive auf einem Teil seines Schlagzeugs wiederhole und dann weitergehe, andere Phrasen in einem freien polyrhythmischen Pochen überlagere.
Mark Corroto, der das Album ebenfalls in All About Jazz rezensierte, lobte den Part des Schlagzeugers; Whit Dickey, dessen Spiel sonst den Energieaufwendungen von Musikern wie David S. Ware und Matthew Shipp entspreche, beherrsche hier die kleinste Geste, die auf „Weave 1“ und „Weave 2“ zu hören sei, mit fast geflüsterter Besenführung und zartem Beckenspiel.
Derek Taylor stellte in Dusted heraus, dass das Gefühl, dass diese beiden Musiker ihre hellseherische gemeinsame Sprache auf unbestimmte Zeit fortsetzen könnten, auch nach dem Verklingen des Albums anhalte. Das alte musikalische Sprichwort von der Gleichheit der Wichtigkeit dessen, was gespielt wird, und dessen, was nicht gespielt wird, finde ein Echo im Geben und Nehmen ihrer Instrumente.